# Impedimento (rugby)
O Impedimento no rugby é uma regra que proíbe os jogadores de ganharem alguma vantagem à frente, existem diferenças na regra do impedimento no rugby union e no rugby league.
No rugby union, a regra impede que o jogador obtenha qualquer vantagem por estar à frente da linha da bola, por esta razão, ele é considerado fora da partida até que reassuma a posição atrás da linha da bola, o jogador não pode receber passes, entrar em um maul, ruck, ou scrum, obstruir qualquer outro jogador e ficar a uma distância acima de 10 mestros do jogador adversário que vai receber a bola. O infrigimento dessas regras concede uma ´penalidade ao time adversário, se for intencional, será marcada no lugar onde o jogador portava a bola, se for acidental, será sobrado no local onde o jogador impedido estava. As regras do impedimento também se aplicam as posições do arremesso lateral.
No rugby league, além da proibição da vantagem de estar a frente da linha da bola, também existe impedimento para casos de jogadores que estão a menos de 5 metros do scrum ou quando o jogador está a menos de 10 metros do aremesso lateral.